# Bamberg (cràter marcià)
Bamberg és un cràter d'impacte del planeta Mart situat al sud-oest del cràter Kunowsky, al nord-oest de Focas, al nord de Dein i al sud-est d'Arandas, situat amb el sistema de coordenades planetocèntriques a 40.18 ° latitud N i 357.52 ° longitud E. L'impacte va causar un clot de 55.7 quilòmetres de diàmetre. El nom va ser aprovat en 1976 per la Unió Astronòmica Internacional, fent referència a la ciutat alemanya homònima.